# Amharák
Az amharák egy népcsoport Északkelet-Afrikában, Etiópia második legnépesebb nemzetisége. Számuk világszerte több mint 20 millió, ebből 98,5% él Etiópiában, elsősorban Amhara szövetségi államban. 
Az általánosan elterjedt vélemény szerint Etiópia uralkodó rétege évszázadok óta az amharák közül kerül ki, és bár valóban ők voltak az ország politikailag legfontosabb népcsoportja, a többi nép (oromók, tigray-k) szerepét sem szabad lebecsülni. A félreértés oka sok esetben az, hogy a többi nép elitje is gyakran amhara nyelvet beszélt, illetve amhara neveket használt.

## Elnevezés
A szó eredete vitatott: vagy a „kellemes, szép” kifejezésekből ered, vagy a Jemenben a 2-6. század között fennállott Himjarita Királysággal van kapcsolatban.
Másik két lehetőség a ge'ez nyelvű „szabad ember”, de az is lehet, hogy a középkori Amhara tartományra vezethető vissza.
A kifejezés a 20. század utolsó évtizedeiig az amhara nyelven beszélő emberekre, vagy a Wollo tartományban élőkre vonatkozott. Napjainkban azonban a regionális összetartozás-tudat (az egykori tartományok alapján) felerősödésével egy nemzetiségek feletti gyüjtőfogalommá kezdett válni.

## Történet
Az amharák a sémi eredetű agazyan nép utódai, akik időszámításunk kezdete táján a mai Észak-Etiópia és Eritrea területén megalapították az Akszúmi Királyságot. A birodalom felbomlása után az amharák és közeli rokonaik, a tigray-k megörökölték a kopt keresztény vallást és az államszervezetet. Az általuk lakott területen többé-kevésbé önálló tartományok alakultak ki, ilyen volt Begemder, Gojjam, Qwara és Lasta. A középkor végére az amhara és a tigrinya nyelvek elkülönültek egymástól. A két népcsoport rivalizálni kezdett az uralkodói hatalomért, melyet többnyire az amharák szereztek meg, majd a 17. századtól a gondari ág hatalomra kerülésével meg is tartottak. A hercegek korában (1755-1855) az oromók yejju törzsé lett a tényleges hatalmat jelentő régensi cím, az amharák kezén lévő császári méltóság pedig névlegessé vált. A politikai vezető szerep csak II. Menelik 1889-es trónra lépésével került vissza az amharák kezébe és a császárság 1974-es bukásáig elsősorban ők irányították az országot.

## Vallás
A 2007-es népszámlálás előzetes adataiból az amharák vallási megoszlása nem derül ki, de a 91,5%-ban amharák által lakott Amhara szövetségi állam lakosságának 82,5%-a az Etióp ortodox egyház, 17,2%-a az iszlám követője volt.

## Nyelv
A sémi nyelvek közé tartozó amhara nyelv Etiópia hivatalos nyelve. A mára már kihalt egyházi ge'ez nyelvből származó saját írásrendszere van. Az amharákon kívül több népcsoport közvetítő nyelvként beszéli Etiópiában. Legközelebbi rokonai az argobba, a guragie, a harari, a tirginya és a tigré.

## Fordítás
- Ez a szócikk részben vagy egészben  az   Amhara people című angol Wikipédia-szócikk fordításán alapul.  Az eredeti cikk szerkesztőit annak laptörténete sorolja fel. Ez a jelzés csupán a megfogalmazás eredetét és a szerzői jogokat jelzi, nem szolgál a cikkben szereplő információk forrásmegjelöléseként.